# Clematoclethra scandens
Clematoclethra scandens ist eine Pflanzenart aus der Familie der Strahlengriffelgewächse (Actinidiaceae) und der einzige Vertreter der Gattung. Sie ist in China beheimatet.

## Beschreibung
Clematoclethra scandens ist eine kletternde, laubabwerfende, verholzende Pflanze. Der Blütenstand ist eine Einzelblüte oder eine bis zu zwölfblütige Zyme. Die Blüte ist zwittrig oder eingeschlechtig. Die Kelchblätter sind am Ansatz verwachsen, die Kronblätter weiß oder rötlich. Es gibt rund zehn bis dreißig Staubblätter, ihre Staubfäden sind am Ansatz verbreitert, die Staubbeutel öffnen sich längs.
Die Chromosomenzahl beträgt 2n = 48.
Der Fruchtknoten ist rund, fünfkantig und weist fünf, gelegentlich vier Fächer mit zahlreichen Samenanlagen auf. Der Griffel ist einfach und nicht hinfällig, die kleine Narbe angeschwollen. Die Frucht ist schwärzlich und beerenähnlich. Über die Bestäubung ist nichts bekannt, Insekten werden vermutet. Kristallsand wurde nachgewiesen.

## Verbreitung
Clematoclethra scandens findet sich im Unterholz von Bergwäldern oberhalb von 1000 bis zu 3100 Meter in Chongqing, Gansu, Guangxi, Guizhou, Henan, Hubei, Ningxia, Qinghai, Shaanxi, Shanxi, Sichuan und Yunnan.

## Systematik und Botanische Geschichte
Clematoclethra scandens Maxim. ist die einzige Art ihrer Gattung. Andere Arten wie z. B. Clematoclethra lasioclada Maxim. werden als Synonyme angesehen.